# Hucisko (stacja kolejowa)
Hucisko – przystanek kolejowy w Hucisku, w województwie małopolskim, w powiecie suskim. 11 grudnia 2011 przestały kursować pociągi. Od 7 czerwca do września 2012 w Hucisku zatrzymywał się pociąg interREGIO Giewont (Opole/Częstochowa – Zakopane – Opole/Częstochowa).

## Ruch pasażerski
| Rok  | Wymiana pasażerska na dobę |
| ---- | -------------------------- |
| 2017 | 0-9                        |
| 2022 | 0-9                        |